# Robert Dienst
Robert Dienst (Vienna, 1º marzo 1928 – Vienna, 13 giugno 2000) è stato un calciatore austriaco, di ruolo attaccante.

## Carriera
Robert Dienst è il miglior marcatore della storia della Bundesliga austriaca, di cui fu per tre volte capocannoniere (1951, 1953, 1954). Vinse per cinque volte il campionato austriaco (1951, 1954, 1956, 1957, 1960) e per una volta la Coppa d'Austria (1961), sempre con il Rapid Vienna.

## Palmarès

### Giocatore

#### Competizioni nazionali
- Campionato austriaco: 6

Rapid Vienna: 1951-1952, 1953-1954, 1955-1956, 1956-1957, 1959-1960
- Coppa d'Austria: 1

Rapid Vienna: 1960-1961